# Kyle Chandler
Kyle Martin Chandler (Buffalo, 1965. szeptember 17. –) Primetime Emmy-díjas amerikai színész.
Sorozatszínészként leginkább A kiválasztott – Az amerikai látnok és a Friday Night Lights – Tiszta szívvel foci című televíziós műsorokból ismert. Utóbbiért két alkalommal jelölték Primetime Emmy-díjra legjobb férfi főszereplő drámasorozatban kategóriában, a második alkalommal, 2011-ben meg is szerezte a díjat. További sorozatszerepei közé tartozik a Netflixen 2015 és 2017 között futó Bloodline, mellyel további két Primetime Emmy-jelölést ért el.
Filmes szereplései között található a King Kong (2005), az Amikor megállt a Föld (2008), a Super 8 (2011), Az Argo-akció (2012), a Zero Dark Thirty – A Bin Láden hajsza (2012), A Wall Street farkasa (2013), a Carol (2015), A régi város (2016) és Az első ember (2018).

## Élete és pályafutása
A New York állambeli Buffalóban született, Edward Chandler gyógyszerértékesítési képviselő és felesége, Sally Jeanette (leánykori nevén Meyer) kutyatenyésztő negyedik gyermekeként. Chandlernek három testvére van.
Chandler római katolikus nevelést kapott, bár apja 1980-as halála után abbahagyta a templomba járást. Az illinoisi Lake Forest külvárosában nevelkedett 11 éves koráig, amikor a családja a georgiai Loganville-be költözött egy farmra. Anyja dogákat nevelt kiállítási kutyáknak. Gyerekkorában Chandler a szüleivel kutyakiállításokra látogatott el és segített a kennelek körüli munkákban.
1983-ban diplomázott a George Walton Akadémián, mely a közeli georgiai Monroe-ban található. Még elsőévesként tagja volt az 1979-es állami bajnoki amerikaifutball-csapatnak. Egy évvel később, 14 évesen hagyta ott a csapatot, miután apja szívrohamban meghalt. A sport abbahagyása után a Walton színházi programjában vett részt.
Chandler özvegy anyja vezette a Sheenwater Kennels üzletet, hogy támogassa Chandlert és testvéreit. „Nagyon aktív volt a Great Dane Club of America-nál (GDCA) tenyésztőként, bíróként és bajnoki díjnyertesként.” – emlékezett vissza.
A középiskola elvégzése után Chandler a Georgiai Egyetemre járt, ahol drámaszakos volt és az 1984-es Sigma Nu testvériség tagja lett. 1988-ban már csak hét kredit hiányzott a drámai alapképzés befejezéséhez, amikor Chandler abbahagyta az egyetemet, hogy televíziós szerződést kössön.

## Filmográfia

### Film
| Év   | Magyar cím                            | Eredeti cím                   | Szerep                    | Magyar hang      |
| ---- | ------------------------------------- | ----------------------------- | ------------------------- | ---------------- |
| 1990 |                                       | The Color of Evening          | John                      |                  |
| 1992 | Dalban szőtt szerelem                 | Pure Country                  | Buddy Jackson             |                  |
| 1996 | Mulholland – Gyilkos negyed           | Mulholland Falls              | százados                  | Salinger Gábor   |
| 1999 | Angel bosszúja                        | Angel's Dance                 | Tony Greco                |                  |
| 2005 | King Kong                             | King Kong                     | Bruce Baxter              | Csankó Zoltán    |
| 2007 | A királyság                           | The Kingdom                   | Francis Manner            | Vári Attila      |
| 2008 | Amikor megállt a Föld                 | The Day the Earth Stood Still | John Driscoll             | Csankó Zoltán    |
| 2010 |                                       | Morning                       | üzletember                |                  |
| 2011 | Super 8                               | Super 8                       | Jackson Lamb              | Széles Tamás     |
| 2012 | Az Argo-akció                         | Argo                          | Hamilton Jordan           | Király Attila    |
| 2012 | Zero Dark Thirty – A Bin Láden hajsza | Zero Dark Thirty              | Joseph Bradley            | Gergely Róbert   |
| 2013 | Megtört város                         | Broken City                   | Paul Andrews              | Gergely Róbert   |
| 2013 | Lókötők listája                       | The Naughty List              | Santa Claus (hangja)      |                  |
| 2013 | Az élet habzsolva jó                  | The Spectacular Now           | Tommy Keely               | Czvetkó Sándor   |
| 2013 | A Wall Street farkasa                 | The Wolf of Wall Street       | Patrick Denham ügynök     | Kőszegi Ákos     |
| 2015 | Carol                                 | Carol                         | Harge Aird                | Seress Zoltán    |
| 2016 | A régi város                          | Manchester by the Sea         | Joe Chandler              | Debreczeny Csaba |
| 2017 | Sidney Hall eltűnése                  | The Vanishing of Sidney Hall  | A kereső / Francis Bishop | Nagy Ervin       |
| 2018 | Éjszakai játék                        | Game Night                    | Brooks Davis              | Fekete Ernő      |
| 2018 | Az első ember                         | First Man                     | Donald "Deke" Slayton     | Rátóti Zoltán    |
| 2020 | Az éjféli égbolt                      | The Midnight Sky              | Tom Mitchell              | Czvetkó Sándor   |
| 2021 | Godzilla Kong ellen                   | Godzilla vs. Kong             | Dr. Mark Russell          | Kautzky Armand   |
| 2022 | Álomország                            | Slumberland                   | Peter                     | Széles Tamás     |
| 2025 | Újra akcióban                         | Back in Action                | Chuck                     | Csankó Zoltán    |

### Televízió
| Év        | Magyar cím                                | Eredeti cím                                | Szerep                  | Megjegyzések |
| --------- | ----------------------------------------- | ------------------------------------------ | ----------------------- | ------------ |
| 1988      |                                           | Quiet Victory: The Charlie Wedemeyer Story | Skinner                 | tévéfilm     |
| 1989      |                                           | Unconquered                                | fiú                     | tévéfilm     |
| 1989      |                                           | Home Fires Burning                         | Billy Benefield         | tévéfilm     |
| 1989      |                                           | China Beach                                | Grunt                   | 1 epizód     |
| 1989      |                                           | Freddy's Nightmares                        | Chuck                   | 1 epizód     |
| 1990      |                                           | Tour of Duty                               | William Griner          | 8 epizód     |
| 1991–1993 |                                           | Homefront                                  | Jeff Metcalf            | 42 epizód    |
| 1994      | Észak és Dél                              | North and South                            | Charles Main            | 1 epizód     |
| 1995      | Tente baba, tente                         | Sleep, Baby, Sleep                         | Peter Walker            | tévéfilm     |
| 1995      | Börtönrodeó                               | Convict Cowboy                             | Clay Treyton            | tévéfilm     |
| 1996–2000 | A kiválasztott – Az amerikai látnok       | Early Edition                              | Gary Hobson             | 90 epizód    |
| 2000–2001 |                                           | What About Joan?                           | Jake Evans              | 21 epizód    |
| 2003      |                                           | The Lyon's Den                             | Grant Rashton           | 7 epizód     |
| 2003      | És a főszerepben Pancho Villa, mint maga  | And Starring Pancho Villa as Himself       | Raoul Walsh             | tévéfilm     |
| 2004      |                                           | Capital City                               | Mac McGinty             | tévéfilm     |
| 2005      |                                           | Lies and the Wives We Tell Them To         | Cooper                  | tévéfilm     |
| 2006–2007 | A Grace klinika                           | Grey's Anatomy                             | Dylan Young             | 4 epizód     |
| 2006–2011 | Friday Night Lights – Tiszta szívvel foci | Friday Night Lights                        | Eric Taylor             | 76 epizód    |
| 2008      | Texas királyai                            | King of the Hill                           | Tucker Mardell (hangja) | 1 epizód     |
| 2011–2014 | Robotcsirke                               | Robot Chicken                              | több szereplő hangja    | 2 epizód     |
| 2013      |                                           | The Vatican                                | Thomas Duffy bíboros    | tévéfilm     |
| 2013      | Szörnyűséges ünnep                        | A Monstrous Holiday                        | edző (hangja)           | {{{1}}}      |
| 2014      | Amerikai fater                            | American Dad!                              | Keegan edző (hangja)    | 1 epizód     |
| 2015–2017 | A vérvonal árnyai                         | Bloodline                                  | John Rayburn            | 33 epizód    |
| 2016      | Family Guy                                | Family Guy                                 | Doyle edző (hangja)     | 1 epizód     |
| 2019      | A 22-es csapdája                          | Catch-22                                   | Cathcart ezredes        | 6 epizód     |
| 2021      | Star Wars: Látomások                      | Star Wars: Visions                         | Mitaka (hangja)         | 1 epizód     |

## Fordítás
- Ez a szócikk részben vagy egészben  a   Kyle Chandler című angol Wikipédia-szócikk fordításán alapul.  Az eredeti cikk szerkesztőit annak laptörténete sorolja fel. Ez a jelzés csupán a megfogalmazás eredetét és a szerzői jogokat jelzi, nem szolgál a cikkben szereplő információk forrásmegjelöléseként.